# Шойиндиколь
Шойиндико́ль (каз. Шойындыкөл) — село у складі Жаркаїнського району Акмолинської області Казахстану. Адміністративний центр та єдиний населений пункт Шойиндикольської сільської адміністрації.
Населення — 253 особи (2021; 248 у 2009, 526 у 1999, 991 у 1989).
Національний склад станом на 1989 рік:
- казахи — 34 %;
- росіяни — 23 %.

У радянські часи село також називалось Совхоз імені Тітова.